# Nebojša Slijepčević
Nebojša Slijepčević (Zagreb, 1973.) hrvatski je filmski redatelj i prvi dobitnik Zlatne palme u povijesti Republike Hrvatske.

## Životopis
Rodio se u Zagrebu 1973. godine, gdje je stekao je diplomu filmskog redatelja na Akademiji dramske umjetnosti. Karijeru je započeo kao jedan od autora televizijskog serijala „Direkt”. Režirao je dva uspješna dugometražna dokumentarca („Gangster te voli” i „Srbenka”) te brojne kratke dokumentarne i igrane filmove prikazane na svjetskim festivalima dokumentarnog filma, gdje su osvojili više od 40 nagrada. Dobitnik je godišnje nagrade Vladimir Nazor za filmsku umjetnost 2018. godine, a iste je godine osvojio i nagradu DOC Allience u Cannesu za svoj dugometražni dokumentarni film „Srbenka”.
Njegov kratki film „Čovjek koji nije mogao šutjeti” osvojio je Zlatnu palmu na 77. Filmskom festivalu u Cannesu u kategoriji najbolji kratki film. To je označilo prvi put od osamostaljenja da je film hrvatskog autora dobio Zlatnu palmu (francuski: Palme d’Or). Primajući nagradu na svečanoj dodjeli, Slijepčević je izjavio kako je film posvećen „mirnom otporu nasilju”. Film je osvojio i nagradu za najbolji kratki film na 37. dodjeli Europskih filmskih nagrada (EFA) u švicarskom Luzernu 7. prosinca 2024.